# Pinswang
Pinswang é um município da Áustria, situado no distrito de Reutte, no estado do Tirol. Tem 9,37 km² de área e sua população em 2019 foi estimada em 406 habitantes.